# Margery Allingham
Margery Louise Allingham (* 20. Mai 1904 in London; † 30. Juni 1966 in Colchester, Essex) war eine englische Schriftstellerin und Krimi-Autorin. Sie wird heute zu den Vertreterinnen des klassischen Detektivromans gezählt.
Allinghams Eltern waren Journalisten und Schriftsteller. Sie selber begann sehr früh zu schreiben, konzentrierte sich anfangs aber auf Theaterstücke und Kurzgeschichten. Ihren ersten größeren Durchbruch hatte sie mit ihrem zweiten Kriminalroman The Crime at Black Dudley – auf Deutsch unter den Titeln Mord in Black Dudley beziehungsweise Der Italienische Dolch erschienen –, der 1927 veröffentlicht wurde. In diesem Roman führt sie auch ihren wichtigsten Protagonisten Albert Campion ein. Bereits ihr dritter Kriminalroman Mystery Mile (Gefährliches Landleben), in dem sie die Figur des Magersfontein Lugg als Diener von Campion einführt, wurde vom Doubleday Crime Club zur Buchempfehlung des Monats gewählt.

## Leben und Schaffen
Allingham ist unter den wesentlichen Schriftstellerinnen, die dem sogenannten Goldenen Zeitalter der Detektivgeschichte zugerechnet werden, die einzige, die zu Beginn des 20. Jahrhunderts geboren wurde. Agatha Christie, Dorothy L. Sayers, Ngaio Marsh und Josephine Tey wurden im Gegensatz zu ihr alle im ausgehenden 19. Jahrhundert geboren.

### Familie und Kindheit
Allingham war das erste Kind von Emily „Em“ Hughes und Herbert Allingham und kam in London zur Welt. Zwei Jahre später kam ihr Bruder Phil und 1913 ihre Schwester Joyce auf die Welt. Erzogen wurde sie allerdings von Hausangestellten. Ihr Vater war zum Zeitpunkt ihrer Geburt Herausgeber des London Journals, einer Wochenzeitschrift, die als Fortsetzungsserie die Erzählungen populärer viktorianischer Schriftsteller veröffentlichte. Zeitschriften dieser Art trafen auf ein zunehmend geringeres Interesse beim Lesepublikum, und Herbert Allingham gab diese Tätigkeit auf, als Margery fünf Jahre alt war. Von da an arbeitete er als freier Schriftsteller für verschiedene Publikationen. Allinghams Mutter Emily Hughes war – nachdem sich ihre Mutter vom alkoholabhängigen Ehemann getrennt hatte – in materiell sehr begrenzten Verhältnissen aufgewachsen und hatte vor der Heirat als Hutmacherin gearbeitet. Sie schrieb zum Zeitpunkt von Margery Allinghams Geburt gleichfalls für diverse britische Publikationen. Beide Elternteile standen sozialistischen Ideen aufgeschlossen gegenüber und gehörten zum Umkreis der Fabian Society, einer intellektuell-sozialistischen Bewegung. Em Hughes experimentierte außerdem mit verschiedenen religiösen Richtungen, kennzeichnend war aber ihre Ablehnung einer traditionellen Mutter- und Hausfrauenrolle.
1909 zog das Ehepaar Allingham mit seinen Kindern in die Nähe von Colchester in Essex. Das neue Familienheim war ein ehemaliges, heruntergekommenes Pfarrhaus, dessen Wohnkomfort all die Annehmlichkeiten fehlten, die damals schon zum Wohnstandard der Mittelschicht gehörten. In diesem weitläufigen Haus richtete das Ehepaar Allingham anlässlich des siebten Geburtstags ihrer Tochter für sie einen Raum im Dienstbotentrakt als Büro ein: Hier begann sie unter Aufsicht ihres Vaters zu schreiben. Herbert Allingham gab ihr eine Handlung vor und ließ seine älteste Tochter dann eine Geschichte schreiben, die diese Vorgabe ausfüllte. Er lehrte sie unter anderem sorgfältiges Überarbeiten ihres ersten Entwurfes. Ihre erste Geschichte war ein Märchen, wenig später begann sie eine Familienzeitung zu schreiben, die unter anderem Fortsetzungsgeschichten, Gedichte und sogar Werbung enthielt.
Kurz nach ihrem siebten Geburtstag wurde Margery Allingham in einem Mädchenpensionat eingeschrieben und kehrte nur noch an den Wochenenden zu ihrer Familie zurück. Nach einem Jahr erkrankte sie allerdings schwer an Typhus. Der behandelnde Arzt empfahl nach ihrer Genesung, sie nicht mehr auf die Schule zurückkehren zu lassen. Margery Allingham wurde entsprechend bis 1915 von einer Reihe unterschiedlicher Gouvernanten erzogen, bevor sie in das Mädchenpensionat zurückkehrte.

### Erste Veröffentlichungen
Der Erste Weltkrieg veränderte das britische Verlagsgeschäft nachhaltig – eine Reihe von Zeitschriften, Zeitungen und Magazine, für die Herbert und Em Allingham geschrieben hatten, wurden entweder eingestellt oder verschmolzen mit anderen. Nach fünf Jahren relativen Wohlstands entschied sich das Ehepaar Allingham, ihre ländliche Idylle in Essex aufzugeben und nach London zurückzukehren, wo sie eine Wohnung in Bayswater bezogen. Die veränderten Lebensumstände belasteten die Ehe erheblich. Ems Schwester Maud war in der Lage, dem Ehepaar behilflich zu sein. Sie war eine der ersten Herausgeberinnen des britischen Frauenmagazins Woman's Weekly und beauftragte Em Allingham mit einer Serie von Detektivgeschichten. Wenig später begann auch Herbert für dieses neue Magazin zu schreiben. In einem Ableger des Magazins, nämlich Mother and Home, erschien 1917 Margery Allinghams erste verkaufte Geschichte, ein Märchen.

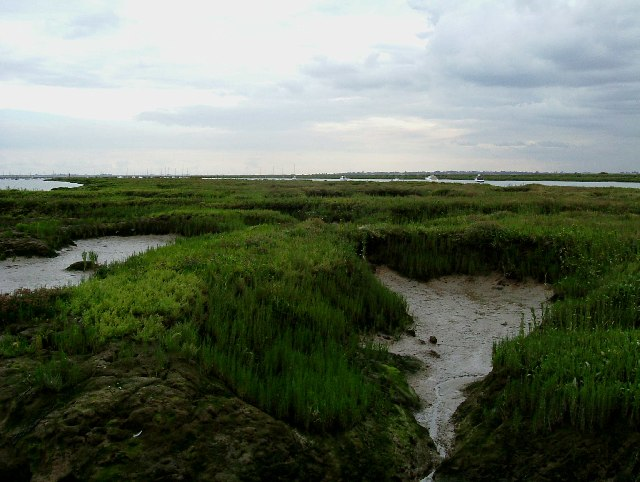
Salzmarschen von Mersea Island. Ein Urlaubsaufenthalt auf der abgeschiedenen Insel inspirierte Allingham zu ihrem ersten Roman, einer Abenteuergeschichte.

Im Jahre 1919 wurde Margery Allingham in einem anderen Internat in Cambridge angemeldet. The Peres High School for Girls war bekannt für ihren Schwerpunkt auf einer klassischen Erziehung und bereitete ihre Schülerinnen auf die Universität vor. Allingham erwies sich jedoch auch hier als schlechte Schülerin, wenn sie auch unter anderem zwei Theaterstücke verfasste, die von ihren Klassenkameradinnen aufgeführt wurde. 1920 verließ sie das Internat und wurde für weitere drei Jahre von Barbara Harper, einer Lehrerin des Queen’s College in London, privat unterrichtet. Auf Harper werden Allinghams Kenntnisse von Literatur und Geschichte zurückgeführt. Parallel zu diesem Unterricht belegte sie einzelne Kurse an Londons Regent Street Polytechnic. Wegen ihrer ersten Erfolge im Schauspielunterricht dieser Universität zielte sie auf eine Schauspielkarriere ab, parallel dazu schrieb sie unter der Anleitung von Harper weiterhin Theaterstücke und Kurzgeschichten. 1921 begann Allingham, inspiriert von einem Familienurlaub auf der abgeschiedenen Mersea Island mit dem Schreiben eines ersten Romans. Die Abenteuergeschichte Blackerchief Dick (in deutscher Sprache nicht veröffentlicht) erschien 1923.
1925 beendete Margery Allingham ihre Studien an der Regent Street Polytechnic. Groß gewachsen und schwergewichtig hatte sie ihren Traum von einer Theaterkarriere aufgegeben. Arbeit bot ihr erneut ihre Tante Maud an. Maud Hughes betreute als Herausgeberin von Frauenzeitschriften auch zwei, deren Schwerpunkt die Filmwelt und eine, die sich an junge, arbeitende Frauen – die sogenannten Flapper – richtete. Allingham begann regelmäßig für diese Publikationen zu schreiben.

### Der erste Kriminalroman
1927 erschien Allinghams erster Kriminalroman Ein böser Nachbar (The White Cottage Mystery) als Fortsetzungsserie in einer Zeitung. Im gleichen Jahr, nämlich am 29. September 1927, heiratete sie Philip „Pip“ Youngman Carter, der Bruder einer Studienkollegin ihrer Schauspielkurse. Beide Ehepartner waren gerade 23 Jahre alt. Carter versuchte sich in der Kunstszene, als Maler zu etablieren. Geld verdiente er nur gelegentlich, wenn er Bucheinbände entwarf. Den größeren Teil des Einkommens des Ehepaars steuerte Allingham durch ihre Schreibereien für diverse Zeitschriften und Zeitungen bei. Carter ermutigte sie, als 1928 Allinghams erster Kriminalroman auch in Buchform erschien, zur Arbeit an einer zweiten Detektivgeschichte, die später unter The Crime at Black Dudley (Mord in Black Dudley) erschien. Allingham schrieb später über die Arbeit an diesem Roman:

„... ich lernte es, überall und jederzeit zu schreiben – selbst wenn im selben Raum eine Party gefeiert wurde oder ein Hundekampf stattfand. Besser noch, ich wurde immer heiterer. Es war das erste Mal, dass ich den Mut hatte, auch humorvoll zu schreiben – etwas, was ich bislang stets vermieden hatte.“

Allinghams Kriminalromane erwiesen sich schnell als erfolgreich: Der US-amerikanische Doubleday Crime Club wählte ihren dritten Kriminalroman Mystery Mile  (Gefährliches Landleben) zum Buch des Monats.

### Schwieriges Eheleben
Der Erfolg von Allingham als Autorin blieb nicht ohne Einfluss auf ihre Ehe. Ihr Ehemann Pip Carter nahm zunehmend die Rolle eines Mentors ein – zum Zeitpunkt des Erscheinens von Mystery Mile bezeichnete Allingham ihn als wichtigsten Ideengeber für ihre Romanhandlungen. Zwei Drittel der Handlung von Mystery Mile und die Hälfte des Humors dieses Romans schrieb Allingham unmittelbar ihrem Ehemann zu, der etwa Mitte der 1930er Jahre jegliche Hoffnung auf eine künstlerische Karriere aufgegeben hatte. Die mittlerweile stark übergewichtige Allingham war zunehmend die einzige, die zum Haushaltseinkommen beitrug. Nicht zuletzt auch, weil Allingham zusätzlich zu ihrer Arbeit an ihren Kriminalromanen unverändert für Zeitungen und Zeitschriften schrieb. Pip Carter führte zunehmend das Leben eines Landedelmanns der Gentry: Spielen und Trinken war seine Hauptbeschäftigung. Zwischen den beiden Ehepartnern kam es zunehmend zu Streitigkeiten und es gibt Indizien, dass es dabei auch zu Handgreiflichkeiten zwischen den beiden kam. In einem Tagebucheintrag hielt Allingham 1934 fest:

„...fühle mich ausgenutzt, aber mit dem unangenehmen Gefühl, dass es meine Schuld ist. Entweder habe ich mir mehr aufgeladen, als ich verdauen kann, oder ich versuche die Arbeit eines Mannweibs zu erledigen und dieses in einer netten und weiblichen Art zu erledigen.“

In der Öffentlichkeit wurde das Ehepaar, das mittlerweile auf dem Land lebte, als ein glückliches, etwas außergewöhnliches Ehepaar wahrgenommen, das zufrieden Seite an Seite arbeitete und regelmäßig Freunde zum fröhlichen Wochenende in ihr Landhaus einlud, mit einem Kostümfest und einem Cricketturnier als jährliche Höhepunkte. Allingham schien in der öffentlichen Wahrnehmung der Motor dieses Eheglücks zu sein: Schreibend, aber gleichzeitig einen umfangreichen Haushalt führend, eine geduldige Gastgeberin, deren bevorzugte Freizeitbeschäftigungen Kochen und Nähen waren. Presseartikel stellen Allingham als eine Person dar, die ihr berufliches und privates Leben mit Grazie und Selbstvertrauen ausführte. Tatsächlich war sie jedoch überarbeitet und fühlte sich von den Personen, die ihr am nächsten stand, wenig wertgeschätzt. Vermutlich ging sie bereits zu diesem Zeitpunkt davon aus, dass ihr Mann sie betrog. Gleichzeitig litt sie an ständigen Nackenschmerzen und vermutlich auch an Bronchitis und Sinusitis.
Die finanzielle Verantwortung, die Allingham übernahm, wuchs im Jahr 1935 weiter: Auf Betreiben ihres Ehemanns erwarben sie 1935 ein weitläufiges Landhaus in Tolleshunt D'Arcy in Essex. Zum Haushalt der Carter gehörte neben dem seit Jahren mit ihnen lebenden Grog Gregory nun auch Mary Orr, eine alte Freundin aus Zeiten an der Regent Street Polytechnic. Daneben gab es eine Haushälterin, eine Köchin und einen Gärtner. Allingham schrieb mehr und mehr Fortsetzungsserien und Kurzgeschichten und trotz der erfolgreichen Veröffentlichung mehrerer Kriminalromane fiel es ihr schwer, ausreichend Geld für den Unterhalt des Landhauses in Essex aufzubringen.

### Anerkennung als Schriftstellerin
1937 veröffentlichte Allingham ihren Kriminalroman Dancers in Mourning (Tänzer in Trauer), der sehr wohlmeinende Besprechungen erhielt. Kritiker verglichen ihn mit Dorothy Sayers letztem vollendeten Kriminalroman Busman's Honeymoon und urteilten häufig, dass Allinghams Roman das gelungenere Werk war. Der Roman verkaufte sich besser als jeder ihrer vorherigen Romane und erhielt erstmals auch Anerkennung aus Literaturkreisen. Sie wurde zu Veranstaltungen eingeladen, an denen auch anerkannte Personen der literarischen Welt wie E. C. Bentley und Freeman Wills Crofts teilnahmen. Der Schriftsteller und Literaturkritiker Frank Swinnerton und seine Frau wurden zu ihren Freunden. Das einflussreiche Literaturmagazin Time and Tide bat sie darum, Rezensionen für sie zu schreiben. Noch wohlwollender als Dancers in Mourning wurde ihr nächster Roman The Fashion in Shrouds (Mode und Morde) aufgenommen. Auch für die an sich selbst zweifelnde Allingham war nun offensichtlich, dass sie anspruchsvolle literarische Werke in Form von Kriminalgeschichten schreiben konnte. Im Observer erschien eine bis heute häufig zitierte Romanbesprechung, in der der Kritiker festhielt:

„Albert Campion muss man die Ehre zubilligen, der erste serienmäßige Detektiv zu sein, der in einer Erzählung erscheint, die selbst an den hohen Maßstäben literarischer Kritik gemessen ein herausragender Roman ist.“

## Einordnung des Werkes
Margery Allingham begann ihre Karriere mit dem Schreiben von Theaterstücken. Ihren ersten Erfolg hatte sie bereits im Alter von 17 Jahren während ihres Theaterstudiums in London. Ihr erster Roman Blackerchief, der sehr stark von Robert Louis Stevenson beeinflusst ist, erhielt nach Ansicht von Martha Hailey Dubose bei Erscheinen mehr Besprechungen als die literarische Qualität rechtfertigt. Allingham selber distanzierte sich von diesem Roman und kaufte später antiquarische Druckexemplare auf, um so den Roman aus dem Verkehr zu ziehen.
1927 entdeckte sie das Krimi-Genre für sich und veröffentlichte ihren ersten Kriminalroman. 1929 erschien The crime at Black Dudley (Mord in Black Dudley), wo zum ersten Mal die Figur auftrat, die sie berühmt machen sollte: Albert Campion. Er ist eine etwas nervige Person, die fast keinen vernünftigen Satz herausbringt, die Handlung aber voranbringt. Allingham plante ursprünglich nicht, Campion zu ihrem wichtigsten Protagonisten zu machen. Allerdings überstrahlten seine merkwürdige Persönlichkeit und sein eigenartiger Stil den eigentlichen Protagonisten diesen zweiten Romans, den Pathologen und Berater des Scotland Yards Abbershaw. Dubose sieht viele Charakterzüge Albert Campions bei Dorothy L. Sayers Protagonisten Lord Peter Wimsey und P. G. Wodehouses Bertie Wooster entlehnt. Zeitgenossen Allinghams nennen als Inspiration für diese Figur jedoch auch ihren Ehemann sowie Grog Gregory, einen Freund des Ehemanns. Literaturhistoriker wie Julia Thorogood haben aber auch darauf verwiesen, dass „Duffer“, der Held in einer Fortsetzungsserie von Allinghams Vater, diese Figur wesentlich beeinflussten.
Wie auch Dorothy L. Sayers’ Lord Peter Wimsey stammt Albert Campion aus hohen Adelskreisen, versteckt sich jedoch hinter dem Pseudonym Albert Campion und seinen Maskeraden. Der Grund ist sein Bruder. Aus welchen Kreisen er stammt und warum er sich hinter einem falschen Namen versteckt, wird nie verraten. Er tritt als manchmal naiv und abwesend wirkender jugendlicher Dandy auf und wird deshalb von anderen gerne unterschätzt, aber mit seinem scharfen Verstand gelingt ihm immer wieder die Lösung verworrener Fälle. Sein fiktives Geburtsdatum ist der 15. Mai 1900; er ist damit älter als seine Erfinderin. Campion hat die für eine Romanfigur seiner Zeit seltene Eigenschaft, sich zu entwickeln und auch zu altern. Campions Diener ist Magersfontein Lugg, eine Figur, die Allingham in ihrem zweiten Campion-Kriminalroman Mystery Mile (Gefährliches Landleben) einführte. In diesem 1930 erschienenen Kriminalroman ermittelt Campion zum ersten Mal als Hauptakteur. Er ist Protagonist in weiteren 16 Romanen und zahlreichen Geschichten bis 1965. Ihr letztes Buch konnte Allingham nicht mehr vollenden, weil sie an Krebs erkrankte und 1966 verstarb. Ihr Ehemann P. Y. Carter schrieb Verschwundene Fracht zu Ende und ließ zwei weitere Campion-Abenteuer folgen, bevor auch er 1970 starb.

## Werke (Auswahl)

### Erzählungen
- Mr Campion and Others. Heinemann, London 1939. Enthält 14 Kriminalgeschichten.
  - Die Handschuhe des Franzosen. Übertragen von Peter Naujack. Diogenes, Zürich 1969. Enthält fünf dieser 14 Geschichten.
- Deadly Duo. Doubleday, New York 1949. Auch unter dem Titel Take Two at Bedtime. The World’s Work, Kingswood 1950.
  - Unschuldige gesucht. Zwei Geschichten. Übertragen von Monika Elwenspoek. Diogenes, Zürich 1992, ISBN 3-257-22433-8.
- No Love Lost. Two Stories of Suspense. The World’s Work, Kingswood 1954; Doubleday, New York 1954. Enthielt die zwei Geschichten The Patient at Peacocks Hall und Safer than Love, die im Deutschen als separate Bände erschienen.
  - Das Haus am Golfplatz. Übertragen von Peter Fischer. Weiss, München und Berlin 1966.
  - Die Patientin in der Pfauenvilla. Übertragen von Herbert Roch. Goldmann, München 1970.
- The Allingham Case Book. Chatto & Windus, London 1969.
  - Mädchen, Nerz und Detektive. Übertragen von Anne Uhde. Scherz, Bern 1971. Später unter dem Titel Der Dank des Einbrechers. Kriminalgeschichten bei Diogenes, Zürich 1993, ISBN 3-257-22651-9.
- The Allingham Minibus. Chatto & Windus, London 1973.
  - Der vollkommene Butler. Geschichten. Übertragen von Otto Bayer. Diogenes, Zürich 1994, ISBN 3-257-22707-8.

### Romane
- Blackkerchief Dick. Hodder & Stoughton, London 1923.
- The White Cottage Mystery. Jarrolds, London 1928.
  - Ein böser Nachbar. Übertragen von Karin Polz. Diogenes, Zürich 1991, ISBN 3-257-21962-8.
- The Crime at Black Dudley. Jarrolds, London 1929.
  - Mord in Black Dudley. Übertragen von Helmut Degner. Heyne, München 1990. Später unter dem Titel Der italienische Dolch bei Goldmann, München 2001.
- Mystery Mile. Jarrolds, London 1930.
  - Gefährliches Landleben. Übertragen von Brigitte Mentz. Diogenes, Zürich 1987. ISBN  3-257-21568-1.
- Look to the Lady. Jarrolds, London 1931.
  - Achten Sie auf die Dame. Übertragen von Alexandra und Gerhard Baumrucker. Goldmann, München 1968. Unter dem neuen Titel Der Hüter des Kelchs wiederveröffentlicht bei Goldmann, München 2002. ISBN 3-442-03079-X. Trotz des von Edith Walters Neuübersetzung übernommenen Titels wird der Romantext in der Übersetzung der Baumruckers gegeben.
  - Der Hüter des Kelchs. Übertragen von Edith Walter. Diogenes, Zürich 1990. ISBN 3-257-21862-1.
- Police at the Funeral. Heinemann. London 1931.
  - Polizei am Grab. Übertragen von Friedrich A. Hofschuster. Diogenes, Zürich 1989. ISBN 3-257-21744-7.
- Sweet Danger. Heinemann, London 1933.
  - Süsse Gefahr. Übertragen von Peter Fischer. Weiss, München und Berlin 1964.
- Death of a Ghost. Heinemann, London 1934.
  - Ein Gespenst stirbt. Übertragen von Ellen Diner. Tal, Wien und Leipzig 1939.
  - Wenn Geister sterben. Übertragen von Brigitte Mentz. Diogenes, Zürich 1988, ISBN 3-257-21616-5.
- Flowers for the Judge. Heinemann, London 1936.
  - Blumen für den Richter. Übertragen von Marie Rieger. Tal, Wien und Leipzig 1937. Später unter dem Titel Für Jugendliche nicht geeignet in derselben Übersetzung, jedoch „bearbeitet von Arnold Rothermann“ bei Rowohlt, Reinbek 1964.[16] Schließlich wieder unter dem Titel Blumen für den Richter in derselben Übersetzung, aber mit dem Vermerk „überarbeitete und vervollständigte Fassung“ bei Diogenes, Zürich 1990, ISBN 3-257-21821-4.[17]
- The Case of the Late Pig. Hodder & Stoughton, London 1937.
  - Der Fall Pig. Übertragen von Karin Polz. Diogenes, Zürich 1991, ISBN 3-257-21901-6.
- Dancers in Mourning. Heinemann, London 1937.
  - Tänzer in Trauer. Übertragen von Irene Holicki. Diogenes, Zürich 1989, ISBN 3-257-21691-2.
- The Fashion in Shrouds. Heinemann, London 1938.
  - Mode und Morde. Übertragen von Peter Fischer. Weiss, München und Berlin 1964.
- Black Plumes. Heinemann, London 1940.
  - Schwarze Pflaumen. Ein klassischer Kriminalroman aus dem Jahre 1940. Übertragen von Gabriele Hartinger. Heyne, München 1989, ISBN 3-453-03832-0.
- Traitor’s Purse. Heinemann, London 1941.
  - Judaslohn. Übertragen von Edith Walter. Diogenes, Zürich 1988, ISBN 3-257-21570-3.
- Coroner’s Pidgin. Heinemann, London 1945.
  - Zur Hochzeit eine Leiche. Übertragen von Edith Walter. Diogenes, Zürich 1992, ISBN 3-257-22432-X.
- More Work for the Undertaker. Heinemann, London 1948.
  - Überstunden für den Totengräber. Übertragen von Theda Krohm-Linke. Diogenes, Zürich 1988, ISBN 3-257-21630-0.
- The Tiger in the Smoke. Chatto & Windus, London 1952.
  - Die Spur des Tigers. Übertragen von Alexandra und Gerhard Baumrucker. Goldmann, München 1970.
- The Beckoning Lady. Chatto & Windus, London 1955.
  - Die lockende Dame. Übertragen von Gerd van Bebber. Rowohlt, Reinbek 1965. Später unter dem Titel Trau keiner Lady bei Diogenes, Zürich 1987, ISBN 3-257-21567-3.
- Hide My Eyes. Chatto & Windus, London 1958.
  - Schlag mich mit Blindheit. Übertragen von Gerd van Bebber. Rowohlt, Reinbek 1964.
- The China Governess. Chatto & Windus, London 1963.
  - Der Geist der Gouvernante. Übertragen von Edith Walter. Diogenes, Zürich 1991, ISBN 3-257-21900-8.
- The Mind Readers. Chatto & Windus, London 1965.
  - Gedankenschnüffler. Übertragen von Irene Holicki. Diogenes, Zürich 1992, ISBN 3-257-22434-6.
- Cargo of Eagles. Chatto & Windus, London 1968.
  - Verschwundene Fracht. Übertragen von Klaus Schomburg. Diogenes, Zürich 1993, ISBN 3-257-22596-2.

### Nichtfiktionales
- The Oaken Heart. Joseph, London 1941.

### Verfilmungen von Werken Allinghams
- 1956: Tiger im Nebel (Tiger in the smoke) – Regie: Roy Ward Baker
- 1989/1990 wurden acht von Campions Fällen von der BBC für das englische Fernsehen verfilmt. Die Hauptrollen spielten Peter Davison (Albert Campion) und Brian Glover (Magersfontein Lugg). Verfilmt wurden die Romane „Look to the Lady“, „Police at the Funeral“, „The Case of the Late Pig“, „Death of a Ghost“,  „Sweet Danger“, „Dancers in the Mourning“, „Flowers for the Judge“ und „Mystery Mile“. Jede Episode dauert ca. 110 min.[18] Der deutsche Titel der Reihe lautet Detektiv Campion, im Original schlicht Campion.